# فرودگاه لتفوتار
فرودگاه لتفوتار (به انگلیسی: Letfotar Airport) یک فرودگاه همگانی با کد یاتا MOM است . این فرودگاه در کشور موریتانی قرار دارد .